# Bobby Smith
Robert Alfred Smith (Lingdale, 22 de fevereiro de 1933 – 18 de setembro de 2010) foi um futebolista inglês, que atuou como atacante pelo Chelsea, Tottenham Hotspur, Brighton e Hove Albion e pela Seleção Inglesa.

## Carreira

### Clubes
Smith nasceu em North Yorkshire, e foi visto por um olheiro do Chelsea que e o em 1950. Ele marcou 23 gols na Liga em 74 aparições e 7 gols na FA Cup em 12 jogos. Apesar do fato de nunca ter se estabelecido como um titular regular no Chelsea entre 1950 e 1955, o Tottenham Hotspur pagou £ 18 000 pela sua transferência em dezembro de 1955.
Smith fez parte da equipe do Tottenham que ganhou o bi-campeonato da FA Cup em 1962 (marcando na final) e da Taça dos Vencedores de Taças em 1963. 
Ele é um dos maiores artilheiros de todos os tempos do Spurs, perdendo apenas para Jimmy Greaves, com 208 gols marcados em 317 partidas sêniores.

## Seleção
Smith fez 15 jogos pela Seleção Inglesa, incluindo dois gols na vitória por 9 a 3 sobre a Escócia, em Wembley, em 1961. Smith fez parte do elenco da Seleção Inglesa de Futebol que disputou a Copa do Mundo de 1958 e 1962.